# Semireazione
Nell'ambito dell'elettrochimica, per semireazione si indica ciascuna delle reazioni chimiche che costituiscono una reazione di ossidoriduzione (o redox).
Ogni reazione di ossidoriduzione si svolge infatti attraverso due semireazioni:
- una semireazione di riduzione;
- una semireazione di ossidazione.

Per il principio di elettroneutralità, una reazione di riduzione è necessariamente accompagnata da una reazione di ossidazione, per cui tali reazioni possono essere considerate come due semireazioni facenti parte di una singola "reazione globale" (detta appunto "reazione di ossidoriduzione" o "reazione redox"). In particolare la semireazione di riduzione consuma elettroni, mentre la semireazione di ossidazione produce elettroni, per cui nella reazione globale si ha la conservazione della carica elettrica.
In una cella elettrochimica la semireazione di riduzione avviene al catodo, mentre la semireazione di ossidazione avviene all'anodo (sia nel caso di cella galvanica sia nel caso di cella elettrolitica).
Nell'ambito dell'elettrochimica "semireazione" è sinonimo di reazione di elettrodo.

## Esempio
Durante il processo di elettrolisi dell'acqua (che viene svolto per mezzo del voltametro di Hofmann) si ottengono idrogeno e ossigeno dall'acqua secondo la seguente reazione globale:
{\displaystyle {\ce {2H2O -> 2 H2 + O2}}}
Tale reazione è costituita dalle seguenti semireazioni:
- la riduzione dell'acqua, con sviluppo di idrogeno (al catodo):

{\displaystyle {\ce {2H2O + 2e -> H2 + 2OH-}}}
- l'ossidazione dell'acqua, con sviluppo di ossigeno (all'anodo):

{\displaystyle {\ce {2H2O -> O2 + 4H+ +4e-}}}